# Andrena callopyrrha
Andrena callopyrrha là một loài Hymenoptera trong họ Andrenidae. Loài này được Cockerell mô tả khoa học năm 1929.